# Episodi di Van Helsing (seconda stagione)
La seconda stagione della serie televisiva Van Helsing, formata da 13 episodi, è stata trasmessa in prima visione negli Stati Uniti sul canale Syfy dal 5 ottobre 2017 al 4 gennaio 2018.
In Italia, la stagione è stata interamente pubblicata il 19 gennaio 2018 da Netflix.
| nº | Titolo originale   | Titolo italiano     | Prima TV USA     | Pubblicazione Italia |
| -- | ------------------ | ------------------- | ---------------- | -------------------- |
| 1  | Began Again        | È iniziato di nuovo | 5 ottobre 2017   | 19 gennaio 2018      |
| 2  | In Redemption      | Redenzione          | 12 ottobre 2017  | 19 gennaio 2018      |
| 3  | Love bites         | L'amore morde       | 19 ottobre 2017  | 19 gennaio 2018      |
| 4  | A Home             | Una casa            | 26 ottobre 2017  | 19 gennaio 2018      |
| 5  | Save Yourself      | Si salvi chi può    | 2 novembre 2017  | 19 gennaio 2018      |
| 6  | Veritas Vincit     | Veritas Vincit      | 9 novembre 2017  | 19 gennaio 2018      |
| 7  | Everything Changes | Tutto cambia        | 16 novembre 2017 | 19 gennaio 2018      |
| 8  | Big Mama           | Big Mama            | 30 novembre 2017 | 19 gennaio 2018      |
| 9  | Wakey, Wakey       | Sveglia, sveglia    | 7 dicembre 2017  | 19 gennaio 2018      |
| 10 | Base Pair          | Coppia di basi      | 14 dicembre 2017 | 19 gennaio 2018      |
| 11 | Be True            | Sincerità           | 21 dicembre 2017 | 19 gennaio 2018      |
| 12 | Crooked Falls      | Crooked Falls       | 28 dicembre 2017 | 19 gennaio 2018      |
| 13 | Black Days         | Tempi difficili     | 4 gennaio 2018   | 19 gennaio 2018      |